# Международно-правовая ответственность
Междунаро́дно-правова́я отве́тственность — это обязанность  субъекта международного права ликвидировать вред, причинённый им другому субъекту международного права в результате нарушения международно-правового обязательства, или обязанность возместить материальный ущерб, причиненный в результате действий, не нарушающих нормы международного права, если такое возмещение предусматривается специальным международным договором (абсолютная ответственность).
Международная ответственность регулируется подотраслью международного права — правом международной ответственности.

## История развития международной ответственности
В Древнем мире субъектами международного права были не государства как таковые, а их властители. В связи с жестокостью и крайней враждебностью между государствами, нормы о международной ответственности не получили развития и практически отсутствовали. Государство (в лице суверена) за нарушение обязательств по международному договору несло ответственность в форме военных действий, направленных против него, а также религиозных проклятий в отношении «вероломного» правителя.
С развитием международного права в период Средневековья, нормы международной ответственности нашли закрепление в форме религиозных предписаний и санкций со стороны Папского престола. Средствами обеспечения исполнения международных обязательств выступали заложники, а также возможность наложения интердикта — отлучения от церкви, что стало первым инструментом наложения международной ответственности. Кроме того, получила развитие практика гарантирования исполнения международных договоров со стороны третьих государств или Папы Римского, а также залог городов и территорий. При заключении вестфальского мира немалое количество статей было посвящено реституции и коллективным санкциям против нарушителей новой международной системы отношений (ст. XVII Оснабрюкского договора).
Первое нормативное закрепление нормы о международно-правовой ответственности государств нашли в Гаагских конвенциях. Конвенцией 1907 года о законах и обычаях сухопутной войны в частности было установлено: «Воюющая Сторона, которая нарушит постановления сказанного Положения, должна будет возместить убытки, если к тому есть основание. Она будет ответственна за все действия, совершенные лицами, входящими в состав её военных сил». Проблемам ответственности государств были посвящены также межамериканские конференции 1889—1890 и 1902 гг. Многие вопросы ответственности закреплялись на региональном уровне, а ещё чаще на уровне двусторонних договоров между государствами. Единой практики реализации ответственности не было.
Активизировало развитие норм о международной ответственности подписание Версальского мирного договора от 1919 года. В итоге его подписания на Германию были наложены меры международной ответственности в форме территориальных уступок, отказа от колоний, ограничений военных сил и репараций в размере 269 миллиардов золотых марок. Развитие международного права и необходимость его кодификации и принятия новых многосторонних конвенций привело к проведению в рамках Лиги Наций конференции по «прогрессивной кодификации международного права», на которой были затронуты и вопросы международно-правовой ответственности.
В 1927 году Институт международного права принял резолюцию «Международная ответственность государств за ущерб, причиненный на их территории личности или имуществу иностранцев». Однако большинство норм, относящихся к данному периоду развития института международной ответственности, касались лишь ответственности государств за действия физических лиц.
Большое влияние на формирование норм о международной ответственности оказало окончание Второй мировой войны, в частности Нюрнбергский и Токийский военные трибуналы. Уставы данных трибуналов определили основания ответственности высших должностных лиц государства. Основания, формы и виды ответственности государств впоследствии были закреплены в Уставе ООН. Отдельные нормы о международной ответственности появились также в Конвенции по морскому праву ООН.
С 1953 года Комиссия международного права ООН начала разработку проектов Конвенций о международной ответственности государств, а также международной ответственности международных организаций. На сегодняшний день кодификация норм о международной ответственности продолжается. Важным достижением в данной сфере явилось принятие Генеральной Ассамблеей ООН 12 декабря 2001 года резолюции A/RES/56/83, которая в качестве приложения содержала документ «Ответственность государств за международно-противоправные деяния».

## Субъекты международной ответственности
- Государства;
- Международные организации;
- Государственно-подобные образования (Святой Престол, Мальтийский орден);
- Народы, борющиеся за независимость.

### Проблемы ответственности международных организаций
По общему правилу, международная организация несёт ответственность за деяния своих полномочных лиц и агентов, если они действуют при выполнении функций организации, а также полномочных лиц и агентов, предоставленных в распоряжение международной организации государством или другой международной организацией. Кроме того, международная организация несёт ответственность за иное деяние, которое признается и принимается международной организацией как собственное.
Однако вопрос о самостоятельной международной ответственности международных организаций остается открытым. Согласно первой точке зрения (в основном поддерживавшейся советскими учеными), международная организация не может нести самостоятельную ответственность (особенно материальную), так как её бюджет складывается из взносов государств-членов. В западной доктрине утверждается обратное, хотя существует несколько подходов к данному вопросу, основанных на различном понимании концепции полномочий международной организации (Ф. Сейрстед, Г. Кельзен, Я. Броунли и др.).
Несмотря на это, в современной науке международного права выделяют следующие проблемы в области ответственности международных организаций:
1. Проблема ответственности государств за деятельность организации в силу их участия в этой деятельности или членства в организации.
2. Проблема ответственности организации перед своими членами и не участвующими государствами.
3. Вопрос о присвоении противоправного деяния либо организации, либо государствам-членам, либо и той, и другим.

### Проблема ответственности частных лиц в международном праве
По общему принципу индивиды, не будучи субъектами международного права, а будучи в случаях, когда международное право защищает их интересы, в частности, в случаях возмещения причиненного им ущерба, лишь дестинаторами его норм, не могут быть ни субъектами международного деликта, ни субъектами претензий об ответственности. При этом некоторые учёные придерживаются точки зрения, что частные лица являются субъектами международного права, а значит и субъектами международной ответственности. Однако общепринятой считается точка зрения, что индивиды не являются субъектами международной ответственности, в частности потому, что они несут персональную ответственность за совершенные международные преступления, а именно международную уголовную ответственность.

## Основания ответственности
В теории международного права выделяют два основания международно-правовой ответственности:
- Юридическое (на основании чего?) — это нормы международного права, на основании которых субъект подлежит ответственности, или которые может нарушить. Данные нормы могут содержаться в любых источниках международного права и иных актах, фиксирующих обязательные для государства правила поведения. Ими являются договоры, обычаи, решения международных судов и арбитражей, обязательные акты международных организаций,, некоторые акты международных конференций и совещаний, отдельные односторонние акты государств международно-правового характера[11].
- Фактическое (за что?) — это фактические действия (или бездействие) государства, которые включают в себя элементы состава правонарушения, то есть неправомерный характер, причинение ущерба и причинно-следственную связь между ними.

## Формы и виды ответственности
Международно-правовая ответственность реализуется в двух видах: материальной и нематериальной. К материальной ответственности относят, с определенными оговорками, следующие формы:
- Репарации — возмещение причинённого вреда товарами, работами или услугами (см. компенсация)
- Реституция — возвращение состояния в положение, существовавшее до совершения правонарушения. Примером реституции может служить освобождение незаконно задержанных лиц, возвращение противоправно конфискованного имущества, отмена незаконно предписанной судебной меры. Реституция не может применяться, если она является материально невозможной, или если она влечет за собой бремя, непропорциональное выгоде от реституции в сравнении с компенсацией[12]. Некоторые формы реституции могут иметь нематериальный характер, например, отмена закона или иного нормативного акта, противоречащего международному праву, отмена судебного решения, нарушившего права другого государства и т. д.
- Компенсация — термин, используемый в современном международном праве для обозначения финансового возмещения материального ущерба или морального вреда. Компенсация может включать проценты с суммы, в которую оценивается причиненный ущерб. Компенсация является наиболее применяемой формой возмещения ущерба в международных отношениях[13].

К нематериальной ответственности относятся:
- Сатисфакция — удовлетворение причиненного вреда (причиненного прежде всего международному престижу государства, его политическим интересам) нематериальными средствами. Обычно осуществляется в форме принесения официальных извинений, соболезнований, признания неправомерности собственных действий, а также может включать дисциплинарные меры или наказания в отношении тех лиц, действия которых стали причиной противоправного деяния[14]. Сатисфакция имеет место в тех случаях, когда причиненный вред не поддаётся финансовой оценке или нарушенные права невозможно восстановить материально, зачастую в дополнение к применению иных мер ответственности: компенсации, реституции[15]. Примерами сатисфакции международной организации является принесение НАТО официальных извинений Афганистану за гибель мирных жителей в результате бомбардировки в южной афганской провинции Гильменд[16][17].
- Заверения или гарантии неповторения неправомерного деяния в будущем — данная форма близка к сатисфакции, иногда рассматривается как её разновидность[18].

Но чтобы обеспечить уважение к международному праву, органом которого он является, Суд должен заявить, что действия британского военно-морского флота составляют нарушение суверенитета Албании. Данное заявление делается в соответствии с
просьбой, высказанной Албанией через своего поверенного, и само по себе является необходимым удовлетворением.
- Декларативные решения — констатация факта совершения правонарушения каким-либо официальным органом. Преобладает точка зрения, что это разновидность сатисфакции[20]. Так, Международный Суд ООН объявил в решении по делу об инциденте в проливе Корфу, что действия британского военно-морского флота по разминированию албанских вод без разрешения Албании являлись нарушением международного права, и что такое заявление отвечает просьбе, заявленной Албанией и само по себе является надлежащей сатисфакцией[21].
- Ограничение суверенитета — оккупация территории государства; привлечение должностных лиц к ответственности и т. д. В современном международном праве возможно только в порядке осуществления международных санкций, введенных Советом Безопасности ООН, или в порядке осуществления процедуры в Международном уголовном суде или в специально созданных международных трибуналах, соответственно.

## Обстоятельства, исключающие международную ответственность
- Согласие полномочного органа или должностного лица одного государства на совершение конкретного деяния другим государством. Противоправность подобного деяния исключается в той мере, в которой оно не выходит за рамки данного согласия[22]. Аналогичное положение действует и в отношении международных организаций[23].
- Самооборона принятая в соответствии с Уставом ООН. Если обращаться к Уставу ООН, то он закрепляет право на индивидуальную или коллективную самооборону как неотъемлемое право каждого государства. Для того, чтобы принятые меры являлись самообороной, необходимо, чтобы об их применении было немедленно сообщено Совету Безопасности, а сами действия не затрагивали полномочий Совета Безопасности[24].
- Контрмеры, то есть такие деяния государства, которые являются противоправными, но лишаются такового статуса в связи с их использованием в ответ на противоправное деяние другого государства в целях прекращения такого действия или возмещения ущерба.
- Форс-мажор — наступление такой ситуации, при которой субъект вынужден действовать вопреки международному обязательству в результате действия непреодолимой силы или не поддающегося контролю непредвиденного события[25]. Однако, действия государства не признаются обусловленными форс-мажорными обстоятельствами в случае, если:
  - форс-мажорная ситуация обусловлена, либо целиком, либо в сочетании с иными факторами, поведением государства, ссылающегося на неё.
  - государство приняло на себя риск возникновения такой ситуации[26].
- Бедствие — ситуации, в которых представители и агенты государства не могут соблюдать международные обязательства в силу аварий и воздействия разрушительных сил природного и/или техногенного характера, не имея другой возможности спасти свою жизнь или жизнь вверенных лиц.
- Состояние необходимости — только в случаях:
  - противоправное действие является единственным для государства путём защиты существенного интереса от серьезной и неминуемой опасности;
  - деяние не наносит серьезного ущерба существенным интересам определённого государства или государств, в отношении которых существует данное обязательство, или международного сообщества в целом[27].